# Plateau, Nigeria
Plateau är en delstat i centrala Nigeria. Den har fått sitt namn efter Josplatån. Nasarawa ingick fram till 1996, då detta område bildade en egen delstat.